# Diez, Tyskland
Diez är en stad i Rhein-Lahn-Kreis i förbundslandet Rheinland-Pfalz, Tyskland. Staden har cirka 11 000 invånare och ingår i kommunalförbundet Verbandsgemeinde Diez tillsammans med ytterligare 23 kommuner. På 1680-talet utvidgades den gamla stadskärnan med nybyggnationer tack vare gynnsamma villkor införda av Albertine Agnes av Nassau.

## Kända personer från Diez
- August Jäger (1887–1949), jurist och nazistisk politiker